# Eleição municipal de Tatuí em 2024
A eleição municipal de Tatuí em 2024 foi o 19.º pleito eleitoral realizado na história do município. Ocorreu oficialmente em 6 de outubro e foi disputada em turno único, dado que Tatuí por não ter 200 000 eleitores registrados e aptos ao voto, não atende ao critério eleitoral definido pelo inciso II do artigo nº 29 da Constituição Federal para a realização de um 2.º turno caso nenhum dos candidatos à prefeito alcance maioria absoluta dos votos. Neste caso, o(a) vencedor(a) é escolhido por maioria simples.
Segundo dados do Tribunal Superior Eleitoral, 88 771 eleitores compunham o eleitorado tatuiano apto a votar para eleger 1 prefeito, 1 vice–prefeito e 17 vereadores para a Câmara Municipal em 2024.

## Candidaturas
| N° | Prefeito (a)  | Prefeito (a)                                          | Prefeito (a) | Prefeito (a)                                                                                      | Vice-prefeito (a) | Vice-prefeito (a) | Vice-prefeito (a)                               | Vice-prefeito (a)       | Vice-prefeito (a)               | Coligação Partido(s)                                                                                              | Ref.  |
| N° | Candidato (a) | Candidato (a)                                         | Partido      | Cargos relevantes                                                                                 | Candidato (a)     | Candidato (a)     | Candidato (a)                                   | Partido                 | Cargos relevantes               | Coligação Partido(s)                                                                                              | Ref.  |
| -- | ------------- | ----------------------------------------------------- | ------------ | ------------------------------------------------------------------------------------------------- | ----------------- | ----------------- | ----------------------------------------------- | ----------------------- | ------------------------------- | --- | ----- |
| 11 |               | Alessandra Gonzaga Alessandra Vieira de Camargo Teles | PP           |                                                                                                   |                   |                   | Fábio Menezes Fábio José Menezes Bueno          | PL                      | - Vereador de Tatuí (2005-2016) | Amor e Trabalho por Tatuí (PP, PL, PSB, UNIÃO e Avante)                                                           | [ 2 ] |
| 13 |               | Eduardo Sallum Eduardo Dade Sallum                    | PT FE Brasil | - Vereador de Tatuí (2017-2024)                                                                   |                   |                   | Márcio Medeiros                                 | PSDB Fed.PSDB Cidadania |                                 | Muda Tatuí (FE Brasil (PT, PCdoB e PV), Fed.PSDB Cidadania (PSDB e Cidadania), PDT e Fed. PSOL Rede (PSOL e REDE) | [ 3 ] |
| 33 |               | Rogério Milagre Rogério de Jesus Paes                 | MOBILIZA     |                                                                                                   |                   |                   | Cris Ana Cristina Siqueira de Menezes Cabeleira | MOBILIZA                |                                 | Partido Isolado                                                                                                   | [ 4 ] |
| 55 |               | Professor Miguel Miguel Lopes Cardoso Júnior          | PSD          | - Vereador de Tatuí (2017-2020); - Vice-prefeito de Tatuí (2021); - Prefeito de Tatuí (2021-2024) |                   |                   | Marquinho Da Santa Casa Antônio Marcos de Abreu | Republicanos            | - Vereador de Tatuí (2013-2024) | Reconstruindo uma Tatuí para Todos (PSD, Republicanos, MDB, PODE, PRD e Solidariedade)                            | [ 5 ] |

## Resultados eleitorais

### Poder Executivo
Após uma disputa eleitoral bastante acirrada, Professor Miguel (PSD), vice-prefeito eleito na eleição de 2020 que encontra-se como prefeito em exercício de Tatuí desde 2021 após o falecimento da titular Maria José Gonzaga (PSDB) aos 75 anos, vítima de câncer, sagrou-se vencedor do pleito ao conquistar 24 554 votos, o equivalente a 41,86% dos votos válidos, derrotando por margem ínfima de votos a candidata Alessandra Gonzaga (Progressistas), filha da ex-prefeita falecida com quem havia rompido politicamente antes da eleição. Este foi o pleito eleitoral municipal com a menor diferença percentual de votos entre os dois candidatos mais votados desde a eleição de 1988.
| Candidatos a prefeito(a)   | Candidatos a prefeito(a)           | Candidatos a vice-prefeito(a) | Votação | Votação     |
| Candidatos a prefeito(a)   | Candidatos a prefeito(a)           | Candidatos a vice-prefeito(a) | Total   | Porcentagem |
| -------------------------- | ---------------------------------- | ----------------------------- | ------- | ----------- |
|                            | Professor Miguel (PSD)             | Marquinho da Santa Casa (PSD) | 24 554  | 41,86%      |
|                            | Alessandra Gonzaga (Progressistas) | Fábio Menezes (Progressistas) | 24 106  | 41,09%      |
|                            | Eduardo Sallum (PT)                | Márcio Medeiros (PT)          | 9 348   | 15,93%      |
|                            | Rogério Milagre (MOBILIZA)         | Cris (MOBILIZA)               | 656     | 1,12%       |
| Total de votos válidos     | Total de votos válidos             | Total de votos válidos        | 58 664  | 58 664      |
| Votos apurados             |                                    |                               |         |             |
| Votos válidos              | Votos válidos                      | Votos válidos                 | 58 664  | 89,64%      |
| Votos em branco            | Votos em branco                    | Votos em branco               | 2 841   | 4,34%       |
| Votos nulos                | Votos nulos                        | Votos nulos                   | 3 940   | 6,02%       |
| Total de votos apurados    | Total de votos apurados            | Total de votos apurados       | 65 445  | 65 445      |
| Participação do eleitorado |                                    |                               |         |             |
| Comparecimentos            | Comparecimentos                    | Comparecimentos               | 65 445  | 73,72%      |
| Abstenções                 | Abstenções                         | Abstenções                    | 23 326  | 26,28%      |
| Total de eleitores aptos   | Total de eleitores aptos           | Total de eleitores aptos      | 88 771  | 88 771      |
| Fonte: g1                  |                                    |                               |         |             |

### Poder Legislativo
No sistema proporcional, pelo qual são eleitos os vereadores, o voto dado a um candidato é primeiro considerado para o partido ao qual ele é filiado. O total de votos de um partido é o que define quantas cadeiras ele terá. Definida a quantidade de cadeiras, os candidatos mais votados do partido são chamados a ocupá-las. Abaixo encontram-se os candidatos a vereador eleitos, reeleitos e os que ficaram como suplentes para a 19.ª legislatura, iniciada em 1 de janeiro de 2025 e que terminará em 31 de dezembro de 2028.
| N.º   | Candidato(a)              | Partido político | Votos obtidos | Porcentagem | Situação    |
| ----- | ------------------------- | ---------------- | ------------- | ----------- | ----------- |
| 44700 | João Éder                 | UNIÃO            | 2 025         | 3,48%       | Reeleito(a) |
| 11122 | Cíntia Yamamoto           | Progressistas    | 1 841         | 3,16%       | Reeleito(a) |
| 15123 | Renan Cortez              | MDB              | 1 740         | 2,99%       | Reeleito(a) |
| 13121 | Kelvin                    | PT               | 1 453         | 2,50%       | Eleito(a)   |
| 11123 | Enfermeiro Maurício       | Progressistas    | 1 386         | 2,38%       | Reeleito(a) |
| 55123 | Rosana do Supermercado    | PSD              | 1 345         | 2,31%       | Eleito(a)   |
| 55999 | Micheli Vaz               | PSD              | 1 326         | 2,28%       | Reeleito(a) |
| 55111 | Paulinho Motos            | PSD              | 1 222         | 2,10%       | Reeleito(a) |
| 55555 | Hiago Daros               | PSD              | 1 213         | 2,08%       | Suplente    |
| 55222 | Fábio Villa Nova          | PSD              | 1 183         | 2,03%       | Suplente    |
| 10333 | Vade Manoel é Inclusão    | Republicanos     | 1 152         | 1,98%       | Eleito(a)   |
| 20200 | Gabriela Xavier Protetora | Podemos          | 1 023         | 1,76%       | Eleito(a)   |
| 15015 | Leandro Magrão            | MDB              | 930           | 1,60%       | Reeleito(a) |
| 11111 | Márcio do Santa Rita      | Progressistas    | 908           | 1,56%       | Reeleito(a) |
| 77007 | João JJ                   | Solidariedade    | 874           | 1,50%       | Reeleito(a) |
| 22123 | Bossolan da Rádio         | PL               | 858           | 1,47%       | Eleito(a)   |
| 22222 | Elaine Miranda            | PL               | 852           | 1,46%       | Eleito(a)   |
| 44444 | Alex Mota                 | UNIÃO            | 852           | 1,46%       | Eleito(a)   |
| 10123 | Eduardinho Amigo do Povo  | Republicanos     | 801           | 1,38%       | Reeleito(a) |